# DC Archive Editions
DC Archive Edition colleziona i primi, e a volte, rari fumetti pubblicati dalla DC Comics e di altri editori in serie, a copertina rigida permanente. Con più di 100 titoli, la serie iniziò nel 1989 con, Superman Archives vol. 1. La maggior parte del lavoro di restauro rese le pagine adatte per lo stampaggio di qualità, e gran parte del lavoro fu affidato a Rick Keen che restaurò più di 2 500 pagine.

## Storia
I fumetti raccontano le storie DC della Golden, Silver e Bronze Age, così come i titoli di pubblicazioni originali non DC come, The Spirit, di Will Eisner, T.H.U.N.D.E.R. Agents, di Wally Wood e le linee di supereroi, sia della Fawcett che della Charlton, così come, Mad Magazine e Elfquest. DC Archive fornì un servizio tale, che non solo preservò la storia della DC, ma diede ai lettori racconti a fumetti normalmente indisponibili ad un prezzo accessibile. Il prezzo iniziale di copertina della prima linea della Archive, era di 39,95 $. Successivamente, dai primi anni novanta il prezzo standard di copertina per un DC Archive passò a 49,99 $. Dal 2009, i nuovi volumi furono messi in vendita al prezzo di copertina di 59,99 $.
Altri titoli nella serie inclusero Superman Archives, Batman Archives, Batman: The Dark Knight Archives, Black Canary Archives, Plastic Man Archives, Shazam! Archives, World's Finest Comics Archives, The Doom Patrol Archives, Green Lantern Archives, The Flash Archives, Justice League of America Archives, Superman: The Man of Tomorrow Archives, Wonder Woman Archives, Teen Titans Archives, e molti altri.
Nella prima metà degli anni 2000, le nuovissime ristampe dei volumi pubblicati in precedenza in DC Archives, furono pubblicate al prezzo speciale di copertina di 19,95 $. Nel 2001, le scorte invendute della prima edizione stampata di Batman Archives vol. 1, originariamente pubblicato nel 1990, furono rimesse in vendita ad un prezzo ridotto, inserendo un adesivo sulla ricopertura in cellophane. Fu un successo: tutte le scorte vennero vendute. Successivamente, la DC applicò lo stesso prezzo di promozione con la seconda ristampa di, Batman Archives vol. 1 nel 2003, di Superman Archives vol. 1, quinta ristampa, nel 2004, e di Batman: The Dark Knight Archives vol. 1, terza ristampa, nel 2005.
Era diffusa la credenza che la DC Archive Edition avrebbe smesso di essere pubblicata nel 2008. Tuttavia, in un numero di Comic Shop News, n. 1080 del 27 febbraio 2008, la DC comics annunciò che tra i piani di edizione delle raccolte, « [...] DC Archives continuerà per tutto il 2008 e il 2009, anche se in numero ridotto, concentrandosi sulla continuazione di serie già definite». Da allora i numeri diminuirono, da 14 volumi nel 2007, a 7 pubblicati nel 2008, 6 nel 2009, 4 nel 2010, e 2 nel 2011. I 2 del 2011 iniziarono entrambi la produzione di nuove linee narrative, che condussero alla rinascita della linea DC Archives. Nel 2012, gli Archives pubblicarono almeno un volume, fino al mese fino a marzo, in cui furono messi in programma otto volumi fino a novembre.

## Premi e riconoscimenti
Il primo volume di Plastic Man Archives vinse il Comics Buyer's Guide Fan Award, come Ristampa Album Grafico Preferito nel 2001.

## Prezzo
Dato che la maggior parte dei volumi furono messi in vendita al costo minimo di 49,99 $, molti fan si lamentarono del prezzo eccessivo della serie. Più recentemente il fumetto venne ristampato, ancora in carta rigida, nella serie Chronicles, che offrì molti dei numeri della serie ad un prezzo minore.

## Lista alfabetica dei DC Archive Editions
Golden Age DC (83)
- All-Star Comics: vol. 0-11
- Detective Comics: vol. 1-8
- Batman: Dark Knight: vol. 1-8
- Batman: World's Finest Comics: vol. 1-2
- Comic Cavalcade: vol. 1
- DC Comics Rarities: Vol. 1
- Golden Age Doctor Fate: vol. 1
- Golden Age Flash Comics: vol. 1-2
- Golden Age Green Lantern: vol. 1-2
- Golden Age Hawkman: vol. 1
- Golden Age Sandman: vol. 1
- Golden Age Spectre: vol. 1
- Golden Age Starman: vol. 1-2
- JSA All-Stars: vol. 1
- Robin: vol. 1-2
- Seven Soldiers of Victory: vol. 1-3
- Superman: vol. 1-8
- Superman: Action Comics: vol. 1-6
- Superman: World's Finest Comics: vol. 1-2
- Wonder Woman: vol. 1-7
- World's Finest Comics: vol. 1-3

Silver and Bronze Age DC (77)
- Adam Strange: vol. 1-3
- Aquaman: vol. 1
- Atom: vol. 1-2
- Batman: Dynamic Duo: vol. 1-2
- Black Canary: vol. 1
- Brave and the Bold Team-Up: vol. 1
- Challengers of the Unknown: vol. 1-2
- Doom Patrol: vol. 1-5
- Enemy Ace: vol. 1-2
- Flash: vol. 1-6
- Lanterna Verde: vol. 1-7
- Hawkman: vol. 1-2
- Justice League of America: vol. 1-10
- Kamandi: vol. 1-2
- Legion of Super-Heroes: vol. 1-13
- Metal Men: vol. 1-2
- New Teen Titans: vol. 1-4
- Sgt. Rock: vol. 1-4
- Sugar and Spike: vol. 1
- Supergirl: vol. 1-2
- Superman: Man of Tomorrow: vol. 1-2
- Superman's Girl Friend, Lois Lane: vol. 1
- Silver Age Teen Titans: vol. 1
- Wonder Woman: Amazon Princess: vol. 1

Non-DC (57)
- Action Heroes: vol. 1-2
- Blackhawk: vol. 1
- Elfquest: vol. 1-4
- Mad: vol. 1-4
- Plastic Man: vol. 1-8
- Shazam!: vol. 1-4
- Shazam! Family: vol. 1
- Will Eisner's The Spirit: vol. 1-26
- T.H.U.N.D.E.R. Agents: vol. 1-7